# Liste der Biografien/Nip
Liste der Biografien |
Portal Biografien |
Personensuche
# |
A |
B |
C |
D |
E |
F |
G |
H |
I |
J |
K |
L |
M |
N |
O |
P |
Q |
R |
S |
T |
U |
V |
W |
X |
Y |
Z |
?
 
Na |
Nb |
Nc |
Nd |
Ne |
Nf |
Ng |
Nh |
Ni |
Nj |
Nk |
Nl |
Nm |
Nn |
No |
Nr |
Ns |
Nt |
Nu |
Nv |
Nw |
Nx |
Ny |
Nz
 
Nia |
Nib |
Nic |
Nid |
Nie |
Nif |
Nig |
Nih |
Nii |
Nij |
Nik |
Nil |
Nim |
Nin |
Nio |
Nip |
Niq |
Nir |
Nis |
Nit |
Niu |
Niv |
Niw |
Nix |
Niy |
Niz
Die Liste der Biografien führt alle Personen auf, die in der deutschsprachigen Wikipedia einen Artikel haben. Dieses ist eine Teilliste mit 41 Einträgen von Personen, deren Namen mit den Buchstaben „Nip“ beginnt.

## Nip

### Nipa
- Nipa, Fransiskus (* 1964), indonesischer römisch-katholischer Geistlicher, Erzbischof von Makassar

### Niph
- Niphitpon Hadchan (* 2002), thailändischer Fußballspieler
- Niphon († 1386), Patriarch von Alexandria
- Niphon Kamthong (* 1981), thailändischer Fußballspieler
- Niphont († 1156), Bischof von Nowgorod (1130–1156)
- Niphont, orthodoxer Metropolit von Galizien

### Nipi
- Nipič, Alfi (* 1944), slowenischer Sänger

### Nipk
- Nipkow, Daniel (* 1954), Schweizer Sportschütze
- Nipkow, Fritz (1886–1963), Schweizer Apotheker und Limnologe
- Nipkow, Gustav (1914–1942), Schweizer Feldhandballspieler, Eishockeyspieler Läufer und Militärpilot
- Nipkow, Karl Ernst (1928–2014), deutscher Theologe und Religionspädagoge
- Nipkow, Paul (1860–1940), deutscher Techniker und ErfinderPaul Nipkow (1860–1940)

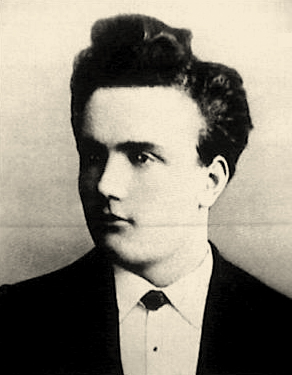
Paul Nipkow (1860–1940)

### Nipp
- Nippa, Lars (* 1973), deutscher Schlagzeuger, Sänger, Songwriter, Produzent und Sound Engineer
- Nippe, Martin (1883–1940), deutscher Rechtsmediziner und Hochschullehrer
- Nippel von Weyerheim, Franz Xaver (1787–1862), österreichischer Jurist
- Nippel, Friedhelm (1944–1993), deutscher Entomologe
- Nippel, Wilfried (* 1950), deutscher Althistoriker
- Nippen, Werner (1911–1979), deutscher Schauspieler
- Nipper, Arnold (* 1958), deutscher Internet-Pionier
- Nipper, Heinrich (1901–1968), deutscher Metallurg
- Nipperdey, Carl (1821–1875), deutscher klassischer Philologe
- Nipperdey, Hans Carl (1895–1968), deutscher Jurist
- Nipperdey, Thomas (1927–1992), deutscher Historiker
- Nipperdey, Vigdis (* 1944), deutsche Politikerin (CSU) und Juristin, Vorsitzende des Hochschulrates der TU München
- Nippert, Carl L. (1852–1904), deutsch-amerikanischer Ingenieur, Jurist und Politiker
- Nippert, Dieter (1937–2018), deutscher Politiker (CDU)
- Nippert, Harry (1933–2024), deutscher Fußballspieler und Fußballtrainer
- Nippes, Kristian (* 1988), deutscher Handballspieler
- Nippes, Stefan (* 1986), deutscher Handballspieler
- Nippgen, Lisa (* 1997), deutsche Leichtathletin
- Nippkow, Pierre (* 1983), deutscher Koch
- Nippold, Friedrich Wilhelm Franz (1838–1918), deutscher protestantischer Theologe, Kirchengeschichtler
- Nippold, Otfried (1864–1938), deutsch-schweizerischer Jurist und Friedenskämpfer
- Nippold, Otto (1902–1940), deutscher Politiker (NSDAP), MdR, stellvertretender Gauleiter in München-Oberbayern
- Nippold, Thomas (1963–2014), deutscher Drehbuchautor und Rechtsanwalt
- Nippold, Walter (1892–1970), deutscher Anthropologe
- Nippoldt, Astrid (* 1973), deutsche Illustratorin
- Nippoldt, Christine (* 1979), deutsche Illustratorin und Autorin
- Nippoldt, Robert (* 1977), deutscher Grafiker, Illustrator und BuchkünstlerRobert Nippoldt (* 1977)

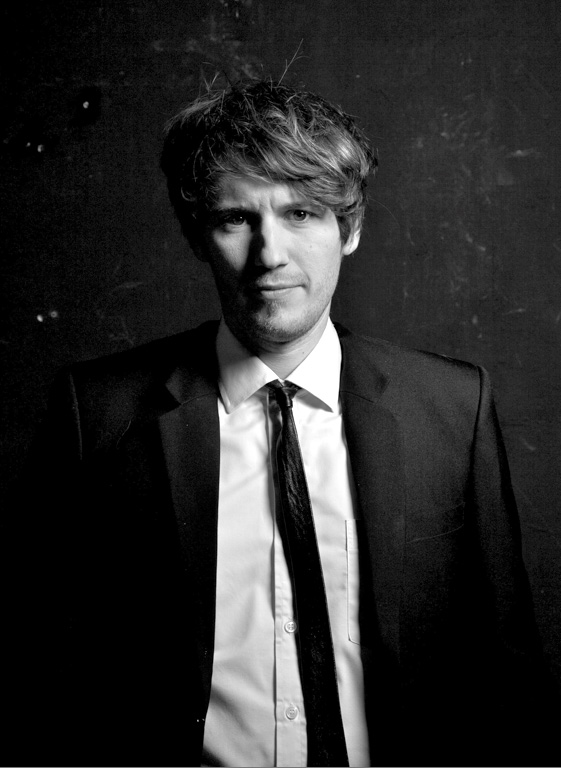
Robert Nippoldt (* 1977)

### Nips
- Nipsus, Marcus Iunius, lateinischer Feldvermesser und Fachschriftsteller

### Nipt
- Nipṭasan, punischer oder numidischer Architekt